# IF Lödde
IF Lödde (Idrottsföreningen Lödde) är en fotbollsförening i Löddeköpinge, Skåne. Föreningen grundades år 1942 av Robert Kuuse.  
IF Lödde är den största ungdomsföreningen i Kävlinge kommun.

## Historia
Föreningen grundades 1942 av den dåvarande rektorn på Tolvåkerskolan, Robert Kuuse. Han var ordförande för föreningen mellan 1942 och 1952. 1948 invigdes idrottsplatsen i Löddeköpinge, och IF Lödde bedrev sin verksamhet där fram tills år 2004. I samband med att Tolvans IP, en idrottsplats vid Tolvåkerskolan i Löddeköpinge, byggdes valde föreningen att flytta sin verksamhet dit och är aktiva där idag. 
1978 startades det första damlaget i IF Lödde. 
Mellan 1942 till 1974 bedrev föreningen verksamhet inom friidrott, handboll, gymnastik och fotboll. 1974 blev handbollsgrenen inom IF Lödde till Lödde HK. Fram till 1990 valde man att avveckla alla sporter och endast driva verksamhet inom fotboll. Sedan 1990 bedriver föreningen endast verksamhet inom fotboll. 
2022 fanns det totalt 22 lag i föreningen.  

## Spelartruppen
| Nr | Land    | Pos | Namn                     |
| -- | ------- | --- | ------------------------ |
| 1  | Sverige | MV  | Nils Cedergren           |
| 2  | Sverige | A   | Linus Lundqvist Felgenau |
| 3  | Sverige | F   | Henrik Åkerman           |
| 4  | Sverige | MF  | Jens Ivarsson            |
| 5  | Sverige | F   | Fabian Jansson           |
| 6  | Sverige | F   | Erik Mårtensson          |
| 7  | Sverige | F   | Maher El-Tahan           |
| 8  | Sverige | F   | Sebastian Olsson         |
| 9  | Sverige | A   | Isak Ekström             |
| 10 | Sverige | MF  | Jesper Edlund            |
| 11 | Sverige | MF  | Alfred Marsal            |
| 13 | Sverige | MF  | Mathias Mahot            |
| 14 | Sverige | MF  | John Henriksson          |

| Nr | Land    | Pos | Namn                     |
| -- | ------- | --- | ------------------------ |
| 15 | Sverige | MF  | Axel Gullers Ahlin       |
| 16 | Sverige | F   | Milton Fröjd Svarén      |
| 17 | Sverige | MF  | Emil Lundqvist Felgenau  |
| 18 | Sverige | F   | Malte Hedberg            |
| 19 | Sverige | A   | Simon Samuelsson Renblad |
| 20 | Sverige | MF  | Nawid Jashar             |
| 22 | Sverige | MV  | Dennis Jürs              |
| 23 | Sverige | F   | Truls Olin               |
| 24 | Sverige | MF  | Ludwig Rennstam          |
| 27 | Sverige | A   | Douglas Dahlström        |
| 28 | Sverige | A   | Emil Odenhag             |
| 31 | Sverige | MF  | Elliot Hansen            |
| -  | Sverige | F   | Noah Cavander (L)        |

## Säsonger genom tiderna
| Säsong | Nivå | Division   | Avdelning          | Tabell-placering | Förändringar | M  | V  | O | F  | GM | IM | MS  | P  |
| ------ | ---- | ---------- | ------------------ | ---------------- | ------------ | -- | -- | - | -- | -- | -- | --- | -- |
| 2003   | 6    | Division 4 | Skåne Västra       | 11               | Nedflyttande | 22 | 3  | 5 | 14 | 28 | 59 | -31 | 14 |
| 2004   | 7    | Division 5 | Skåne Nordvästra B | 6                |              | 22 | 10 | 6 | 6  | 50 | 35 | 15  | 06 |
| 2005   | 7    | Division 5 | Skåne Västra       | 3                | Uppflyttade  | 22 | 15 | 4 | 3  | 76 | 21 | 55  | 49 |
| 2006   | 6    | Division 4 | Skåne Västra       | 5                |              | 22 | 11 | 2 | 9  | 39 | 30 | 9   | 35 |
| 2007   | 6    | Division 4 | Skåne Mellersta    | 1                | Uppflyttade  | 22 | 18 | 3 | 1  | 72 | 20 | 52  | 57 |
| 2008   | 5    | Division 3 | Södra Götaland     | 7                |              | 22 | 8  | 4 | 10 | 37 | 38 | -1  | 28 |
| 2009   | 5    | Division 3 | Södra Götaland     | 10               | Nedflyttande | 22 | 5  | 9 | 8  | 34 | 44 | -10 | 24 |
| 2010   | 6    | Division 4 | Skåne Sydvästra    | 11               | Nedflyttande | 22 | 5  | 4 | 13 | 33 | 51 | -18 | 19 |
| 2011   | 7    | Division 5 | Skåne Västra       | 1                | Uppflyttade  | 22 | 15 | 3 | 4  | 81 | 29 | 52  | 48 |
| 2012   | 6    | Division 4 | Skåne Nordvästra   | 3                |              | 22 | 18 | 3 | 1  | 63 | 17 | 56  | 57 |
| 2013   | 6    | Division 4 | Skåne Västra       | 1                | Uppflyttade  | 22 | 18 | 3 | 1  | 63 | 17 | 46  | 57 |
| 2014   | 5    | Division 3 | Södra Götaland     | 5                |              | 22 | 13 | 2 | 7  | 50 | 28 | 22  | 41 |
| 2015   | 5    | Division 3 | Södra Götaland     | 3                | 22           | 12 | 5  | 5 | 40 | 22 | 18 | 41  |    |
| 2016   | 5    | Division 3 | Södra Götaland     | 3                | 22           | 11 | 5  | 6 | 43 | 28 | 15 | 38  |    |
| 2017   | 5    | Division 3 | Södra Götaland     | 7                | 20           | 6  | 6  | 8 | 21 | 22 | -1 | 24  |    |
| 2018   | 5    | Division 3 | Södra Götaland     | 3                | 22           | 12 | 5  | 5 | 49 | 20 | 29 | 41  |    |
| 2019   | 5    | Division 3 | Södra Götaland     | 3                | 22           | 13 | 5  | 4 | 56 | 31 | 25 | 44  |    |
| 2020   | 5    | Division 3 | Södra Götaland     | 6                | 11           | 4  | 4  | 3 | 24 | 15 | 10 | 16  |    |
| 2021   | 5    | Division 3 | Södra Götaland     | 2                | 22           | 15 | 4  | 3 | 54 | 19 | 35 | 49  |    |
| 2022   | 5    | Division 3 | Södra Götaland     | 4                | 22           | 12 | 3  | 7 | 53 | 34 | 19 | 39  |    |
| 2023   | 5    | Division 3 | Södra Götaland     | 1                | Uppflyttade  | 22 | 16 | 4 | 2  | 54 | 19 | 35  | 52 |
| 2024   | 4    | Division 2 | Södra Götaland     | 13               | Nedflyttande | 26 | 6  | 6 | 14 | 32 | 49 | -17 | 24 |

| Säsong | Nivå | Division   | Avdelning        | Tabellplacering | Förändringar | M  | V | O | F  | GM | IM | MS  | P  |
| ------ | ---- | ---------- | ---------------- | --------------- | ------------ | -- | - | - | -- | -- | -- | --- | -- |
| 2021   | 6    | Division 4 | Skåne Västra     | 2               | Uppflyttande | 12 | 9 | 0 | 3  | 45 | 23 | 22  | 27 |
| 2022   | 5    | Division 3 | Skåne Nordvästra | 8               | Nedflyttande | 18 | 3 | 4 | 11 | 26 | 52 | -26 | 13 |

## Utvalda höjdpunkter
- 1978 första damlaget startas i föreningen-
- 2000 möter IF Lödde allsvenskanlaget Trelleborgs FF inför 800 åskådare.
- 2010 vann IF Lödde pojkallsvenskan södra Götaland.
- 2014 möter IF Lödde superettanlaget Ljungskile SK.
- 2020 besegrade IF Lödde superettanlaget Örgryte IS i sista kvalomgången till Svenska Cupen.
- 2021 deltog IF Lödde i Svenska Cupens gruppspel.